# قنات مغزی
قنات مغزی یا مجرای مغزی (به انگلیسی: Cerebral Aqueduct) (اسامی دیگری چون: مجرای مزنسفالونی، مجرای مزنسفالیک، قنات سیلوین یا قنات سیلویوس نیز دارد)، در میان‌مغز قرار دارد. این مجرا شامل مایع مغزی-نخاعی (CSF) بوده که بطن سوم را به بطن چهارم متصل کرده و در قسمت پشتی پل مغزی و شکمی نسبت به مخچه قرار دارد. قنات مغزی توسط ماده خاکستری به نام «ماده خاکستری پیرامون مجرا» یا خاکستری مرکزی احاطه شده‌است.
این مجرا، اولین بار توسط فرانسیسکوس سیلویوس نامگذاری شد.